# Ил-276
Ил-276 је нови вишенаменски транспортни авион на млазни погон, носивости до 20 тона. Развијен је у сарадњи са HAL, а производи га Уједињена авио-производна корпорација, са планом да конкурише пре свега украинском Антонов Ан-178 и бразилском Ембраер KC-390. Требало би у Руском ваздухопловству да замени авионе типа Антонов Ан-12, Ан-72, а у Индијском РВ и Ан-32. Пројектован је са највише могућих сличности са Иљушин Ил-76, како би се смањили расходи одржавања, а авиони употпуњавали један другог у мисијама.

## Историја и развој
Индија и Русија су започеле разраду вишенаменског средњег транспортног авиона МТА (МТС), у чијој је основи руски пројекат Ил-276. Меморандум о разумевању потписан је још 2001. године. Тада је авион са индексом Ил-276 било планирано подићи у ваздух крајем 2000-их година, а у државном програму наоружања је била предвиђена куповина првих пет серијских авиона у периоду 2006-2015. године. Данас је очигледно да се до 2015. тај авион неће појавити – рок првог лета је одложен за 2017, а предаја прве серијске машине 2019. године.
Уговор на прву етапу разраде МТА (МТС) је потписан 12. октобра 2012. године. Наручилац је заједничка руско-индијска компанија МТАЛ, а вршилац радова – руска компанија „Уједињена авиоиндустријска корпорација – Транспортни авиони“ А. Д. и индијска Hindustan Aeronautics Ltd.